# João Frederico Ludovice
Johann Friedrich Ludwig, conosciuto come  João Frederico Ludovice dato il suo soggiorno in Portogallo (Hohenhart, 1670 – Lisbona, 1752), è stato un architetto e orafo tedesco (adotterà poi la cittadinanza portoghese).
Nacque a Hohenhart (nell'attuale Baden-Württemberg) nel 1670. Intorno al 1698 emigrò in Italia con il padre, dove si convertì al cattolicesimo e cambiò il suo cognome in Ludovisi. Qui subì molto le influenze di artisti come Carlo Fontana e Andrea Pozzo.
I Gesuiti ammirarono il talento e i lavori di questo artista e lo invitarono a lavorare in Portogallo dove divenne famoso per aver costruito il Palazzo Nazionale di Mafra (1717 - 1731) per il re portoghese Giovanni V. Di lì a poco lavorò ad altri progetti tra cui: la costruzione di alcuni monumenti, l'edificazione di alcune chiese e ricordiamo anche la torre dell'Università di Coimbra. Adottò dunque la cittadinanza portoghese. Morì nel 1752.